# Пестерева (Курганская область)
Пестерева — деревня в Юргамышском районе Курганской области. Входит в состав Чинеевского сельсовета.

## История
До 1917 года в составе Кислянской волости Челябинского уезда Оренбургской губернии. По данным на 1926 год деревня Большая Белая состояла из 109 хозяйств. В административном отношении входила в состав Чинеевского сельсовета Юргамышского района Курганского округа Уральской области.

## Население
| 1989 | 2002 | 2010 |
| ---- | ---- | ---- |
| 46   | ↘35  | ↘20  |

По данным переписи 1926 года в деревне проживало 433 человека (206 мужчин и 227 женщин), в том числе: русские составляли 100 % населения.